# 池田町 (横須賀市)
池田町（いけだちょう）は、神奈川県横須賀市の地名。現行行政地名は池田町一丁目から池田町六丁目。住居表示実施済区域。

## 地理
横須賀市の東部にある大津地区に属し、北東に馬堀町、東に桜が丘、南東に吉井と舟倉、南に内川、南西に佐原、西に根岸町、北西に大津町と接している。

### 河川
- 平作川

### 地価
住宅地の地価は、2023年（令和5年）1月1日の公示地価によれば、池田町6-10-10の地点で11万5000円/m2となっている。

## 世帯数と人口
2023年（令和5年）4月1日現在（横須賀市発表）の世帯数と人口は以下の通りである。
| 丁目         | 世帯数    | 人口    |
| ------------ | --------- | ------- |
| 池田町一丁目 | 1,203世帯 | 2,802人 |
| 池田町二丁目 | 330世帯   | 722人   |
| 池田町三丁目 | 930世帯   | 2,426人 |
| 池田町四丁目 | 159世帯   | 316人   |
| 池田町五丁目 | 783世帯   | 1,762人 |
| 池田町六丁目 | 673世帯   | 1,585人 |
| 計           | 4,078世帯 | 9,613人 |

### 人口の変遷
国勢調査による人口の推移。
| 年                 | 人口  |
| ------------------ | ----- |
| 1995年（平成7年）  | 5,229 |
| 2000年（平成12年） | 8,313 |
| 2005年（平成17年） | 9,480 |
| 2010年（平成22年） | 9,731 |
| 2015年（平成27年） | 9,957 |
| 2020年（令和2年）  | 9,512 |

### 世帯数の変遷
国勢調査による世帯数の推移。
| 年                 | 世帯数 |
| ------------------ | ------ |
| 1995年（平成7年）  | 1,747  |
| 2000年（平成12年） | 2,786  |
| 2005年（平成17年） | 3,246  |
| 2010年（平成22年） | 3,351  |
| 2015年（平成27年） | 3,629  |
| 2020年（令和2年）  | 3,671  |

## 学区
市立小・中学校に通う場合、学区は以下の通りとなる（2022年3月時点）。
| 丁目         | 番・番地等 | 小学校                 | 中学校               |
| ------------ | ---------- | ---------------------- | -------------------- |
| 池田町一丁目 | 全域       | 横須賀市立大津小学校   | 横須賀市立大津中学校 |
| 池田町二丁目 | 全域       | 横須賀市立大津小学校   | 横須賀市立大津中学校 |
| 池田町三丁目 | 9番2〜14号 | 横須賀市立大津小学校   | 横須賀市立大津中学校 |
| 池田町三丁目 | 上記以外   | 横須賀市立大塚台小学校 | 横須賀市立浦賀中学校 |
| 池田町四丁目 | 全域       | 横須賀市立大塚台小学校 | 横須賀市立大津中学校 |
| 池田町五丁目 | 全域       | 横須賀市立根岸小学校   | 横須賀市立大津中学校 |
| 池田町六丁目 | 全域       | 横須賀市立根岸小学校   | 横須賀市立大津中学校 |

## 事業所
2021年（令和3年）現在の経済センサス調査による事業所数と従業員数は以下の通りである。
| 丁目         | 事業所数 | 従業員数 |
| ------------ | -------- | -------- |
| 池田町一丁目 | 18事業所 | 119人    |
| 池田町二丁目 | 9事業所  | 56人     |
| 池田町三丁目 | 16事業所 | 126人    |
| 池田町四丁目 | 21事業所 | 788人    |
| 池田町五丁目 | 17事業所 | 74人     |
| 池田町六丁目 | 9事業所  | 29人     |
| 計           | 90事業所 | 1,192人  |

### 事業者数の変遷
経済センサスによる事業所数の推移。
| 年                 | 事業者数 |
| ------------------ | -------- |
| 2016年（平成28年） | 90       |
| 2021年（令和3年）  | 90       |

### 従業員数の変遷
経済センサスによる従業員数の推移。
| 年                 | 従業員数 |
| ------------------ | -------- |
| 2016年（平成28年） | 1,310    |
| 2021年（令和3年）  | 1,192    |

## 交通
- 国道134号
- 神奈川県道27号横須賀葉山線

## 施設
- 横須賀市立大塚台小学校
- ニトリ 横須賀店[15]

## その他

### 日本郵便
- 郵便番号 : 239-0806[2]（集配局 : 久里浜郵便局[16]）。